# Костёл Вознесения Пресвятой Девы Марии (Дятлово)
Костёл Вознесения Пресвятой Девы Марии (бел. Касцёл Унебаўзяцця Найсвяцейшай Панны Марыі) — католический храм в городе Дятлово (Гродненская область, Белоруссия), расположенный на улице Ленина, 13. Относится к Дятловскому деканату Гродненского диоцеза. Построен в 1624—1646 годах. Памятник архитектуры в стиле барокко. Включён в Государственный список историко-культурных ценностей Республики Беларусь.
В некоторых источниках, в том числе и в Государственном списке историко-культурных ценностей Республики Беларусь, именуется успенским храмом. Это название также корректно, так как в Католической церкви Успение Богородицы и Её Вознесение вспоминаются в рамках одного праздника.

## История

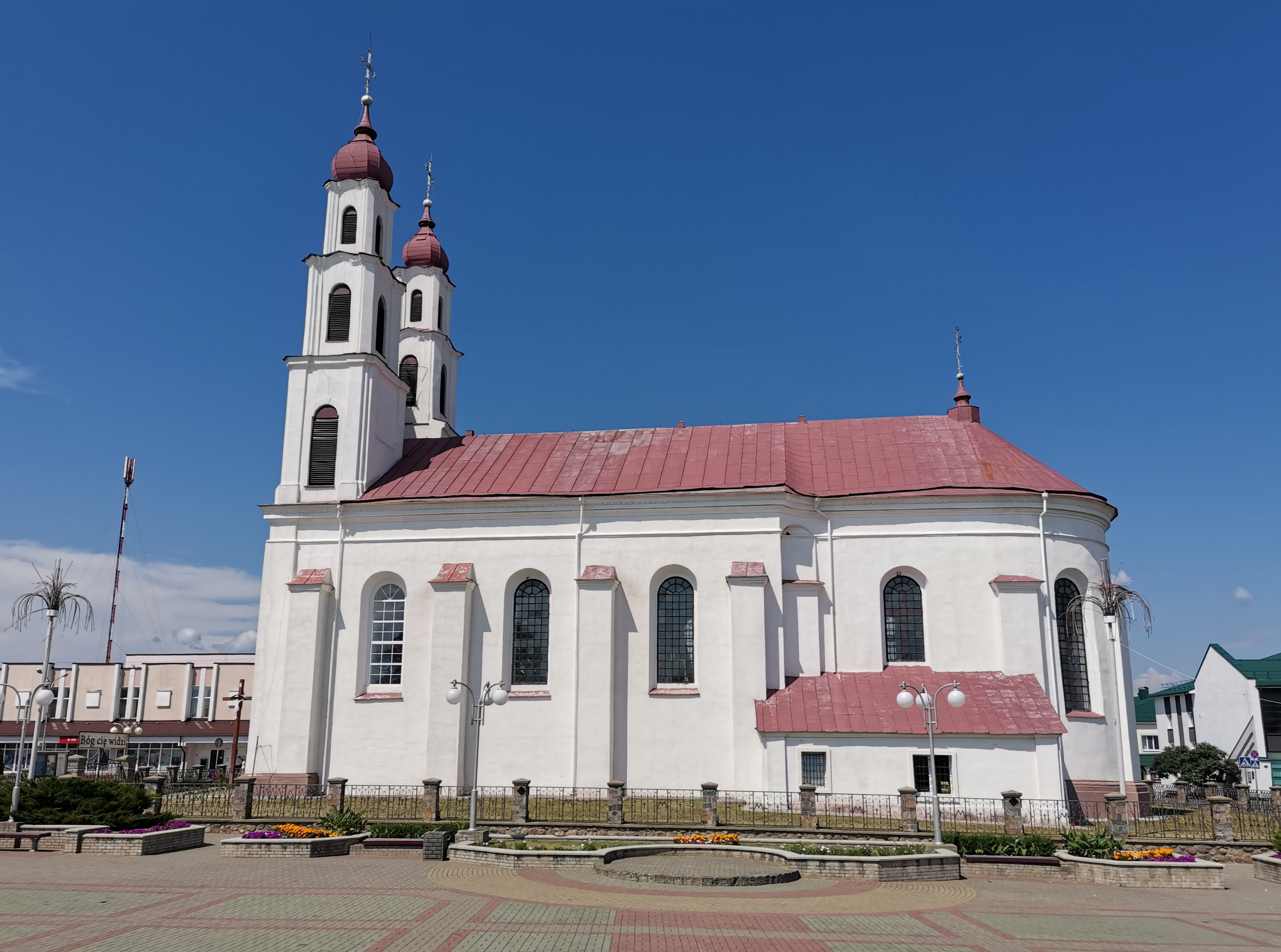
Боковой фасад

Костёл построен в 1624—1646 годах на рыночной площади на месте деревянного. Инициатором постройки стал владелец города — великий гетман литовский Лев Сапега. В 1743 году церковь сгорела, был утрачен почти весь интерьер, включая главный алтарь. В 1751 году костёл был реконструирован архитектором А. Осикевичем на средства князя Николая Радзивилла, был построен новый главный фасад и восстановлен интерьер.
В 1882 году в костёле произошёл ещё один пожар, после которого была заменена крыша здания. В 1900 году костёл был обнесён высокой каменной оградой с воротами и угловыми четырёхгранными башнями.

## Архитектура
Первоначальный раннебарочный храм представлял собой однонефное строение с обширной полукруглой апсидой и двумя боковыми ризницами. В 1751 году был сооружён новый фасад с высокими боковыми башнями, что придало строению типичный облик храмов виленского барокко. Боковые стены и апсида укреплены пилонами, плоскости между которыми прорезаны высокими арочными оконными проёмами.
В интерьере выделяются убранством скульптурные алтари.